# NN-210
La carretera NN-210 es una vía departamental secundaria ubicada en el departamento de Carazo, Nicaragua. Sirve como conexión entre el municipio de Santa Teresa y el límite con el departamento de Boaco, mejorando significativamente el tránsito regional hacia el norte. Fue inaugurada en 2024 como parte del programa de expansión de la red vial nacional.

## Trazado y cruces
La siguiente tabla muestra las principales localidades y conexiones por donde transita la NN-210:
| km   | Localidad                        | Departamento | Conexión / Ruta |
| ---- | -------------------------------- | ------------ | --------------- |
| 0.0  | Santa Teresa                     | Carazo       | NN 209          |
| 3.8  | El Trapiche                      | Carazo       |                 |
| 7.2  | San Pedro de Lóvago (zona rural) | Carazo       |                 |
| 11.6 | Límite con Boaco                 | Carazo       |                 |

## Coordenadas
Uno de los tramos de la NN-210 puede ser encontrado en las coordenadas: 11°46′26″N 86°15′48″O / 11.7740, -86.2632